# Barthélemy Joliette
Pour les articles homonymes, voir Joliette.
 (mars 2020).
Si vous disposez d'ouvrages ou d'articles de référence ou si vous connaissez des sites web de qualité traitant du thème abordé ici, merci de compléter l'article en donnant les références utiles à sa vérifiabilité et en les liant à la section « Notes et références ».
Barthélemy Joliette, né le 9 septembre 1789 à Montmagny et mort le 21 juin 1850 à Industrie, est un notaire, officier de milice, homme politique, seigneur et homme d’affaires canadien. Il est connu comme ayant été le fondateur de la ville de Joliette.

## Biographie

### Enfance et années de formation
Il est né « Barthélemy Jolliet » à Montmagny en 1789, un descendant de l'explorateur Louis Jolliet. Son père était Antoine Jolliet (Joliette), notaire, sa mère Catherine Faribault. Après la mort de son père en 1791, sa mère se remaria et il grandit à L'Assomption. Il fit l'apprentissage de la profession de notaire avec son oncle Joseph-Édouard Faribault, fut qualifié pour la pratique en 1810 et installa son bureau à L'Assomption.

### Un notaire ambitieux
Il exerce intensivement le notariat durant les années 1810 à 1824. Jean-Claude Robert nous rappelle que, d’après son premier biographe, Joseph Bonin, ses capacités à débrouiller les affaires compliquées auraient été particulièrement appréciées. Joliette prospère rapidement. Il devient ainsi, dès 1812, propriétaire d’une maison confortable à L’Assomption.
Sa condition sociale avantageuse lui permet d’épouser, en 1813, Marie-Charlotte Tarieu Taillant de Lanaudière, fille de Charles-Gaspard Tarieu de Lanaudière. Il recevra, en guise de dot, une partie de la seigneurie de Lavaltrie et quelques autres propriétés. Sa femme et lui ne jouissent cependant pas de l’usufruit de celles-ci, que s’est réservé la grand-mère de Marie-Charlotte jusqu’à sa mort, qui survient en 1815. Par la suite, les époux laisseront leur part des revenus de la seigneurie à la mère de Charlotte jusqu’au décès de celle-ci.
Officier de milice depuis 1808, Joliette devient, en 1814, major du bataillon de milice de Lavaltrie au sein duquel il avait fait la guerre de 1812. Il s’intéresse également à la politique, brigue les suffrages dans le comté de Leinster en 1814 mais est battu. Il est élu dans la même circonscription en 1820 ; cependant, le parlement est dissous quelque temps après et il ne se présente pas à l'élection qui suit la même année.
Des années 1810 à sa mort, la vie de Barthélemy Joliette peut être décrite comme la consolidation constante et régulière de son statut et de sa position sociale et économique. « Ainsi, au début des années 1820, il apparaît comme un notable bien établi dans la région ; allié à des familles connues, engagé lui-même dans le développement à titre de propriétaire ou de gestionnaire, il détient certains postes et joue un rôle professionnel de premier plan. »

### Un seigneur et un entrepreneur

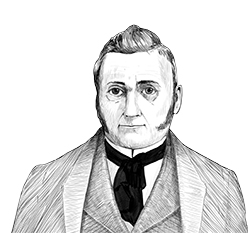
Dessin de Barthélemy Joliette par Christian Robert de Massy.

L’année 1822 est un tournant dans la vie de Joliette. « Cette année-là, le décès de sa belle-mère libère l’héritage des Tarieu Taillant de Lanaudière. Les enfants, Pierre-Paul, Charlotte et Marie-Antoinette, deviennent propriétaires. L’aîné reçoit 50 % des droits et les deux sœurs 25 % chacune. Charlotte, qui a déjà reçu sa part en dot, renonce à la succession de sa mère. » Délaissant sa carrière de notaire, il se consacre dorénavant entièrement à ses activités de seigneur et d’entrepreneur. « Joliette n’est seigneur qu’indirectement, car c’est véritablement son épouse qui est titulaire des biens. Cependant, il entend être traité comme tel (…) ».
Joliette entend mettre en valeur la seigneurie en recourant de toutes les façons possibles. Il faut, pour lui, la rentabiliser au maximum. Par une gestion très rigoureuse, il réussit à récupérer les importantes sommes dues au fil des ans par les censitaires. Il applique également avec une nouvelle fermeté les divers droits seigneuriaux.
Mais ce qui occupe essentiellement Joliette, à partir des années 1820, c’est l’exploitation forestière. D’abord sur les terres de la seigneuries de Lavaltrie, puis au-delà. Pour ce faire, il fait construire, dès 1822, imposant moulin de trois étages, en pierre, dans lequel se trouvera une scierie capable de débiter le bois, d’un moulin à farine, d’appareils à carder et à fouler. Le moulin entre en activité au printemps de 1824. Les madriers sont vendus sur le marché de Québec.
Le visionnaire, chez Joliette, transparaît dans sa volonté de développer, sur les terres de la seigneurie, un nouveau village. Les premiers terrains seront concédés en novembre 1824. En 1826, il se fera construire, sur les lieux, une résidence imposante. Le village se développe, l’offre de services se diversifie (notaire, juge de paix, etc.). En 1829, il compte déjà 35 maisons et 29 bâtiments divers. Il y a toutefois un hic : l’évêque s’oppose à ce qu’on y construise une église.
Joliette poursuit durant cette période son ascension sociale. Il est nommé juge de paix en 1826 et promu lieutenant-colonel de la milice (2e bataillon de milice du comté de Warwick) l'année suivante. En 1830, il est élu à l'Assemblée législative du Bas-Canada dans la nouvelle circonscription de L'Assomption, qui était auparavant une partie de Leinster ; il ne servit que jusqu'en 1832, alors qu'il fut nommé au Conseil législatif.

### L'homme d'affaires et l'homme politique
Cette année 1832 sera déterminante pour une autre raison. À la suite du décès de son beau-frère Pierre-Paul, son emprise sur la seigneurie s’en trouve renforcée. Les dernières années de sa vie le verront s’efforcer de consolider ses entreprises.
L’exploitation forestière est encore l’activité principale. Vers 1837, Joliette fait construire un second moulin à scier. Il tente d’attirer à Industrie de nouvelles activités, de nouveaux investissements. Par exemple, en 1839, il y fait construire une distillerie.
Le projet majeur qui l’occupe dans les dernières années de sa vie est la construction d’un chemin de fer qui relierait le village d’Industrie à Lanoraie, un tracé d’une douzaine de milles. La Compagnie du chemin à rails du Saint-Laurent et du village d’Industrie, qu’il met sur pied avec deux associés, est constituée en 1847. Les travaux débutent en 1848 et la voie est inaugurée en 1850.

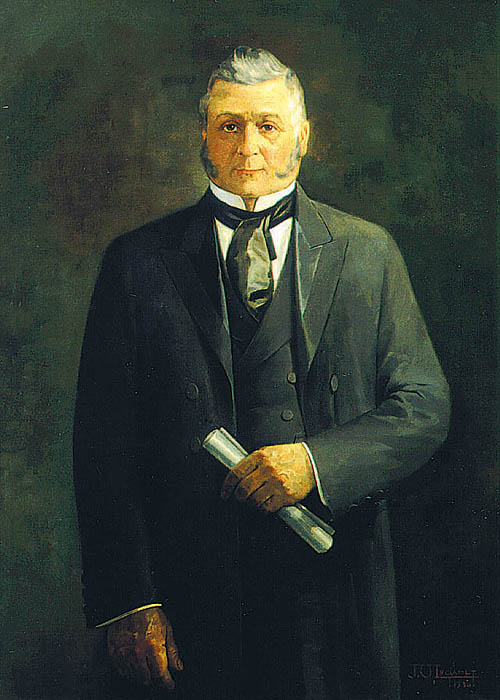
Barthelemy Joliette

Joliette fera aboutir deux autres projets dans cette dernière décennie de sa vie : la construction d’une église et la création d’un collège. Mgr Bourget, l’évêque de Montréal, lui permet enfin de bâtir dans le village une chapelle. Mais Joliette ne saurait s’en contenter. En 1842, débute la construction d’une église digne de ce nom. L’érection canonique d’une nouvelle paroisse a lieu l’année suivante.
En 1845, Joliette fait construire un collège qu’il confiera en 1847 à une communauté religieuse arrivée récemment de France, les Clercs de Saint-Viateur. Il ne s’agit pas à proprement parler d’un collège classique. L’homme éminemment pratique qu’était Joliette reprochait à ce dernier de ne pas préparer adéquatement la jeunesse. L’institution qu’il fonde « dispense des cours orientés vers les professions commerciales ou, comme on disait à l’époque, industrielles ».
La fin de sa carrière politique sera marquée par les événements de la fin des années 1830 et du début des années 1840. Durant la Rébellion des Patriotes, il demeure loyal au gouvernement et refuse d’appuyer le parti de Louis-Joseph Papineau. « En décembre 1837, il préside une assemblée de magistrats et d’officiers de milice de la région qui réaffirment leur loyauté au gouvernement. Plus tard, il agit directement, en qualité de juge de paix, et signe au moins un mandat d’arrêt, en janvier 1838. » Il fera partie du Conseil spécial qui administre la province. Après la proclamation de l’Union, il siège au Conseil législatif de la Province du Canada en 1841. Il semble qu’il ait été opposé à l’Union car il tenta d'y faire adopter une motion contestant la légalité du nouveau régime politique.

### Fin de vie
Joliette meurt en 1850 à Industrie, ce village qu’il a fondé. Il avait eu la possibilité, avant de quitter ce monde, de voir l’achèvement du grand projet de ses dernières années, son chemin de fer. Il avait également cédé, peu de temps avant de mourir, la propriété de l’église locale et celle du collège, respectivement, au curé d’alors, Antoine Manseau, et aux Clercs de Saint-Viateur.

## Honneurs
Outre la ville de Joliette, l'école secondaire Barthélemy-Joliette, la rue Joliette et la station de métro Joliette à Montréal rappellent sa mémoire.